# Bruchidius gombo
Bruchidius gombo là một loài bọ cánh cứng trong họ Bruchidae. Loài này được Peyerimhoff miêu tả khoa học năm 1915.